# Endasys albitexanus
Endasys albitexanus är en stekelart som beskrevs av Luhman 1990. Endasys albitexanus ingår i släktet Endasys och familjen brokparasitsteklar. Inga underarter finns listade i Catalogue of Life.